# Aromas (Californie)
Aromas est une census-designated place des comtés de Monterey et de San Benito, dans l'État de Californie, aux États-Unis,. En 2020, elle compte une population de 2 708 habitants.